# 泰德·肖恩

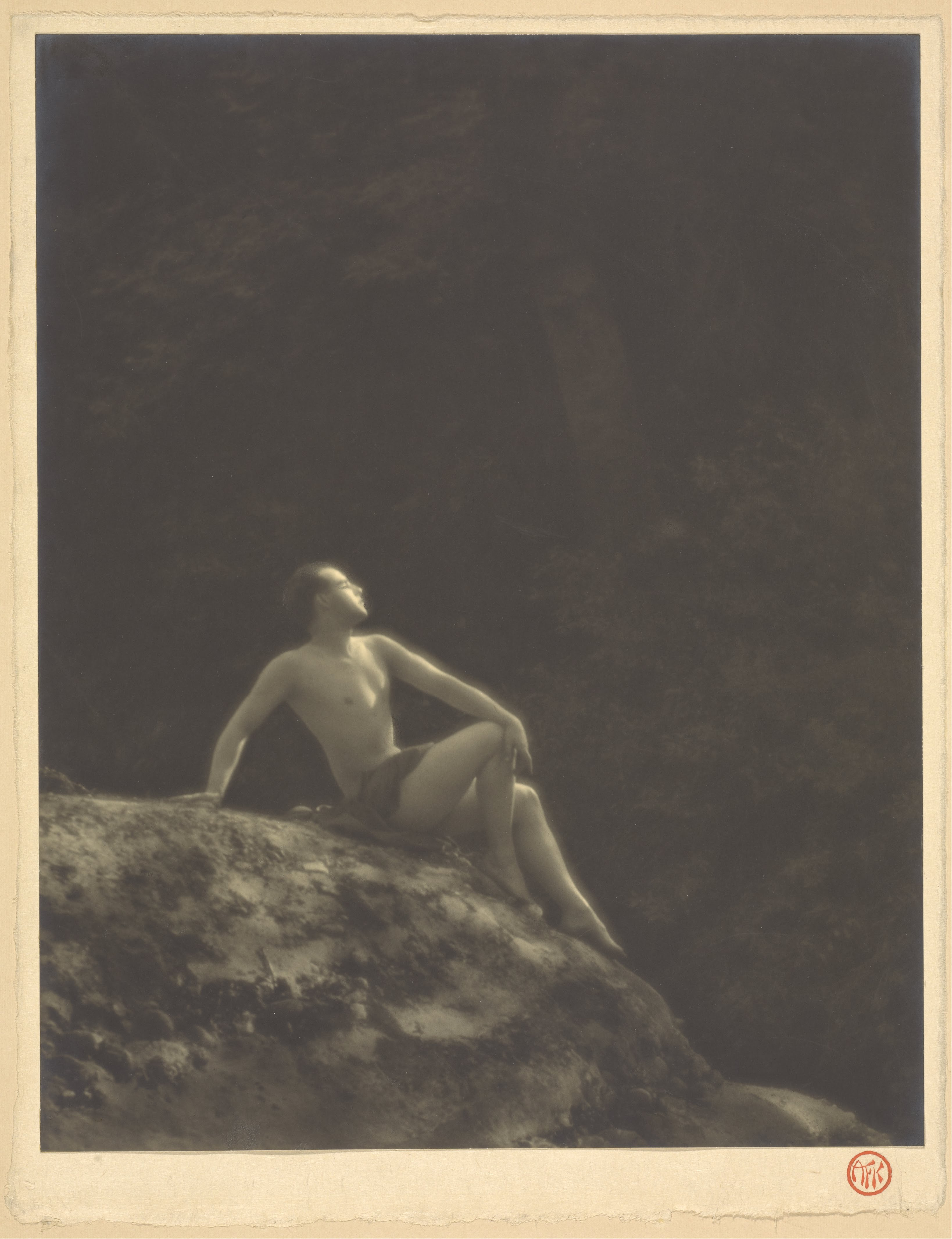
泰德·肖恩

泰德·肖恩（1891年10月21日-1972年1月9日）是一位美国現代舞舞蹈家和编舞家，生于堪薩斯城。 他与妻子露絲·聖·丹尼斯共同创立了蕭恩舞團及舞蹈學校。泰德·肖恩還出版了九本與现代舞有關的书。 20世纪40年代，肖恩将自己的作品捐给了現代藝術博物館。